# Plaski Vogel

Plaski Vogel je 2348 m visok vrh, ki se nahaja v Julijskih Alpah, na meji med Primorsko in Gorenjsko.